# ウィリアム・トゥポウ
ウィリアム・トゥポウ（William Tupou、1990年7月20日 - ）は、ニュージーランド・オークランド生まれのラグビーユニオン選手である。ジャパンラグビーリーグワントヨタヴェルブリッツでプレーする。日本代表。以前はNRLのノース・クイーンズランド・カウボーイズでプレーした。
ラグビーユニオンのオーストラリア高校代表に選ばれたことがある。弟のセミシもラグビー選手(現・リコーブラックラムズ)。

## 略歴
トンガ人の両親を持つ。2歳の時にブリスベンに移住した。父の影響で10歳 でラグビーユニオンを始めた。高校時代はオーストラリア・ブリスベンで過ごし（ブリスベン州立高校）、オーストラリア高校代表にも選出された。
高校卒業後にラグビーリーグに転向した。NRLのブリスベン・ブロンコスに加入してトヨタカップ（20歳以下のリーグ）でプレーし、ノース・クイーンズランド・カウボーイズに移籍してNRLデビューした。ラグビーリーグのトンガ代表にも選出された。
2012年に再びラグビーユニオンに戻り、ウェスタン・フォースを経て、2014年、日野自動車レッドドルフィンズ(現・日野レッドドルフィンズ)に加入した。同年9月13日に行われたトップイーストリーグDiv.1第1節の釜石シーウェイブス戦にて先発出場で日本での公式戦初出場を果たした。
2016年、コカ・コーラレッドスパークスに加入した。
2017年1月にはスーパーラグビーサンウルブズの2017年スコッドに入り、同年6月17日に行われたリポビタンDチャレンジカップ2017アイルランド戦にて先発出場で日本代表初キャップを獲得した。
2019年8月、ラグビーワールドカップ2019の日本代表に選出された。
2021年、トヨタヴェルブリッツに加入。
2022-23シーズンからフランカーに転向し、2023-24シーズンからフォワード登録となっている。